# ジョセフ・ディクソン
ジョセフ・ムーア・ディクソン（英語: Joseph Moore Dixon, 1867年7月31日 - 1934年5月22日）はアメリカ合衆国・モンタナ州の政治家。所属政党は共和党、進歩党。連邦下院議員、連邦上院議員、第7代モンタナ州知事など、モンタナ州を拠点に公職を歴任した。
1912年大統領選挙では、ルーズベルト陣営の進歩党首脳部として活動していた

## 経歴・人物
1867年7月31日、ディクソンはノースカロライナ州アラマンス郡スノーキャンプのクエーカー教徒の一家に生まれた。一家の父ヒューは農場と小さな工場を経営していた。クエーカー教系の高校を卒業後、インディアナ州のアーラム大学に通ったものの退学し、ノースカロライナ州のギルフォード大学を卒業した。 
1891年、モンタナ州ミズーラで法律関係の仕事をしていた従伯父のフランク・ウッディのもとで法律を学び、翌年弁護士資格を取得した。1893年から1895年までミズーラ郡の検事補を務め、1895年から1897年まで同郡の検事を務めた。1900年にはモンタナ州下院議員を務めた。1896年、ミズーラで著名な実業家、フランシス・ライマン・ワーデンの娘、キャロライン・M・ワーデンと結婚した。ディクソンは、弁護士業と不動産投資、酪農業で富を築き、1900年には政治的野心から地元ミズーラの新聞「The Missoulian」を買収した。
ディクソンは民主党の党派対立を尻目に自らの政治的影響力を上げていった。1902年と1904年には連邦下院議員選挙で勝利し、1906年には連邦上院議員に選ばれた。ディクソンはセオドア・ルーズベルト大統領を熱烈に支持し、党の進歩派に加わって保守派と戦った。1912年の大統領選挙でルーズベルトのキャンペーン・マネージャーを務め、共和党が進歩派と保守派で分裂する中、進歩派の第三政党「進歩党」を創出した。ディクソンが議長を務めた全国進歩主義者大会で、ルーズベルトは大統領候補に指名されたが、共和党現職のウィリアム・タフトと票を分け合う結果となり、民主党のウッドロウ・ウィルソンが当選することとなった。また、ディクソンは同年の上院議員選挙に進歩党から出馬したが、落選した。
選挙を終えたディクソンは、モンタナに戻って新聞社の経営に携わりながら、アマルガメイト・カッパー・カンパニー（Amalgamated Copper Company）との戦いに身を投じた。その後、所有していた新聞社を売却し、アマルガメイト社の傘下に入った。
1920年、ディクソンはモンタナ州知事選に出馬した。同年の選挙で共和党は歴史的な勝利を収めた。当時、民主党現職のウィルソン大統領は国際連盟の創設でモンロー主義者からの反発を受けた上、アイルランドの独立を支援するという約束を不履行したためにアイルランド系アメリカ人からの支持を失っていた。共和党は強烈な反ウィルソン運動を展開し、広い支持を集めていた。ディクソンも共和党有利の波に乗り、民主党候補のバートン・K・ウィーラーを破り、知事に就任した。
ディクソンは知事として財政改革を行った。当時、モンタナ州は干ばつや作物価格の低下で経済不況に陥っており、ディクソンはアメリカ国内初となる年金制度を立ちあげた。財源の確保のため、モンタナ州の主要産業である鉱山への増税を行おうとしたが、アナコンダ・カッパー社の猛烈な反対にあい、実現することができなかった。1924年の知事選ではジョン・E・エリクソンに敗れた。その後、1928年には、上院議員選挙に出馬するも、かつての宿敵ウィーラーに敗れた。
1929年には内務省第一次官補に任命され、1933年までその職を務めた。1930年には、フラットヘッド・インディアン居留地での水力発電の開発プロジェクトに関わった。
1934年5月22日、心臓疾患のためモンタナ州ミズーラで死去。モンタナ州ミズーラのミズーラ墓地に埋葬されている。